# Capilla-Panteón del Palacio de Sobrellano
La capilla-panteón del palacio de Sobrellano fue obra del arquitecto catalán Joan Martorell situado en la población de Comillas (Cantabria), España, construido por encargo del primer marqués de Comillas, Antonio López y López. 

## Historia
Antonio López y López, uno de los hombres más ricos de su tiempo y recién nombrado marqués de Comillas, pretendió adaptar sus propiedades a la nueva posición social y que reflejara su personalidad. Por ello ordenó la construcción de un palacio y una capilla-panteón, diseño de Juan Martorell y Montells es de alrededor de 1878, con el que atraer al rey Alfonso XII y su séquito para hacer de Comillas un destino de veraneo real. 
Su construcción comenzó en 1880, siendo inaugurada el 28 de agosto de 1881 por Alfonso XII y el capellán de la familia del Marqués, Jacinto Verdaguer.
Actualmente el palacio es propiedad del Gobierno de Cantabria y es un museo visitable mediante visita guiada.

## Arquitectura
El edificio sigue un estilo neogótico perpendicular inglés y centroeuropeo, e imita la arquitectura de una catedral en miniatura. 
En su girola, se encuentran los monumentos funerarios de la familia, con esculturas modernistas de Juan Roig Solé, la Plegaria y la Resignación de José Llimona, la tumba del I Marqués y su esposa, obra de Venancio Vallmitjana y el Cristo yacinete de Agapito Vallmitjana, tumba del II Marqués. Cuenta con mobiliario (un sitial, dos reclinatorios y varios bancos) de Gaudí y vidrieras del taller de Eudaldo Ramon i Amigó. El órgano es obra de Cayetano Vilardebó.